# Quarraisha Abdool Karim

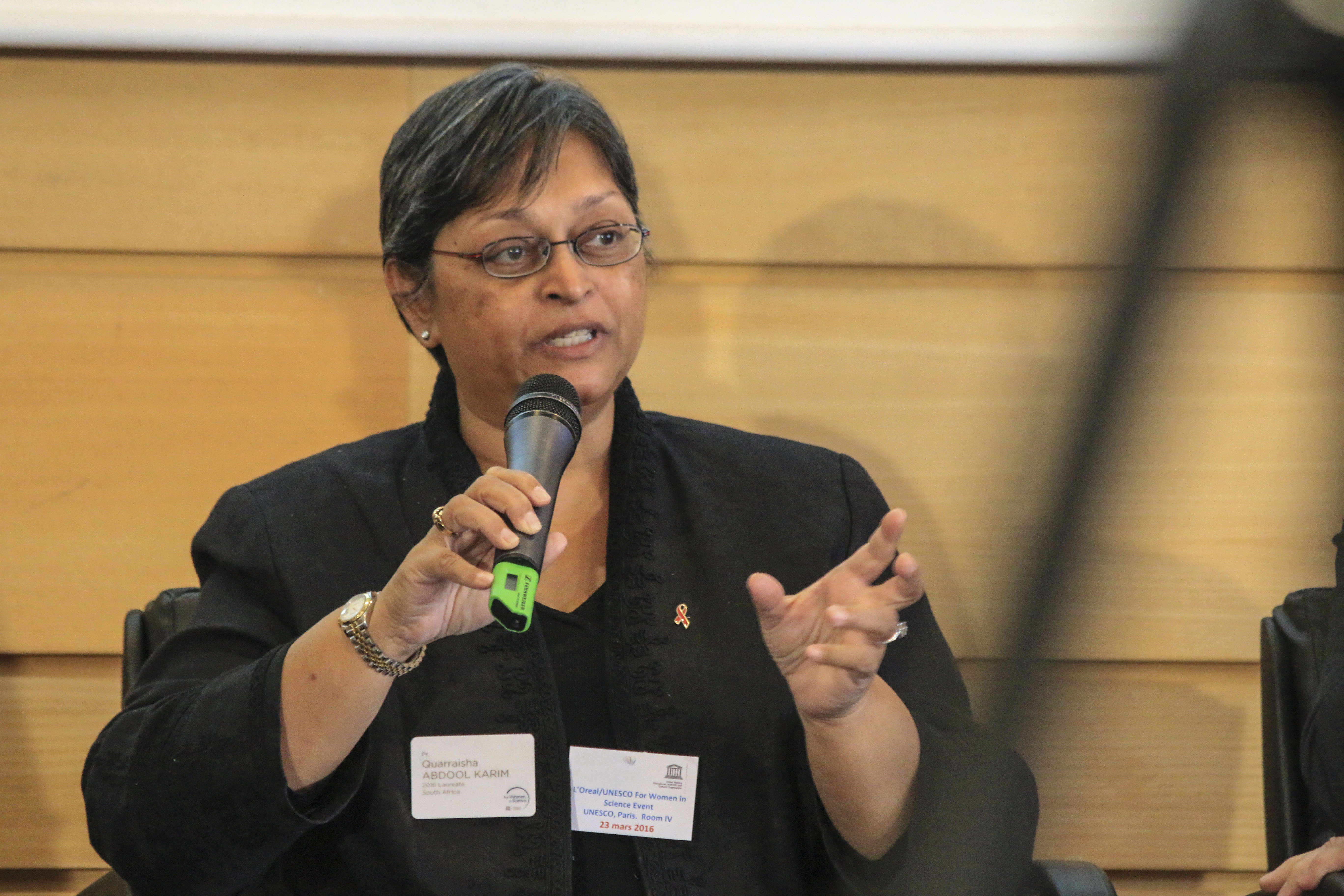
Quarraisha Abdool Karim, 2016

Quarraisha Abdool Karim (* 20. März 1960 in Tongaat, Südafrika) ist eine südafrikanische Epidemiologin für Infektionskrankheiten und Hochschullehrerin. Sie ist Professorin für klinische Epidemiologie an der Columbia University in New York City und Pro-Vizekanzlerin für afrikanische Gesundheit an der University of KwaZulu-Natal in Südafrika. Sie ist Mitbegründerin des Centre for the AIDS Programme of Research in South Africa (CAPRISA) und zeigte, dass antiretrovirale Medikamente einer HIV-Infektion vorbeugen können.

## Leben und Werk
Karim studierte an der Universität von Durban-Westville, wo sie 1981 einen Bachelor-Abschluss in Biochemie und Mikrobiologie erhielt. 1983 erwarb sie an der University of the Witwatersrand einen Bachelor of Science-Abschluss mit Auszeichnung in Biochemie. Nach einem Aufbaustudium an der Universität von Südafrika studierte sie ab 1986 an der Columbia University in New York mit einem Master-Abschluss in Parasitologie 1988. An der Universität Pretoria schloss sie ihre Ausbildung mit einem Diplom in Management im öffentlichen Dienst mit Auszeichnung ab und promovierte 2000 in Medizin an der Universität von KwaZulu-Natal.
Seit 2002 ist sie stellvertretende wissenschaftliche Direktorin am Zentrum für das AIDS-Forschungsprogramm in Südafrika in Durban und seit 2013 Professorin für klinische Epidemiologie an der Columbia University. Karim ist Gastwissenschaftlerin am Massachusetts General Hospital und Gastdozentin an der Harvard University.
Sie ist mit dem Epidemiologen und Hochschullehrer Salim S. Abdool Karim verheiratet.
Sie hat über 300 wissenschaftliche Arbeiten veröffentlicht und war Herausgeberin und Mitherausgeberin mehrerer Bücher und Kapitel, darunter Mitherausgeberin der 6. und 7. Ausgabe des Oxford Textbook on Global Public Health.

## Forschung

### Präexpositionsprophylaxe mit Antiretroviralen Mitteln zur Verhinderung der Übertragung von HIV
Von 2006 bis 2012 war sie Co-Vorsitzende des HIV Prevention Trials Network (HPTN) und ist weiterhin auf Führungsebene tätig. Zusammen mit ihrem Ehemann leitete sie 2010 eine klinische Studie, die den ersten Beweis dafür lieferte, dass antiretrovirale Medikamente die sexuelle Übertragung von HIV verhindern. Sie zeigten, dass das Tenofovir-Gel HIV-Infektionen und Genitalherpes bei Frauen verhindert. Ihre Forschung lieferte den Proof of Concept, dass Tenofovir eine HIV-Infektion verhindern kann, und legte damit den Grundstein für die Präexpositionsprophylaxe (PrEP) als HIV-Präventionsansatz.
Im Jahr 2015 empfahl die WHO PrEP mit täglich oralem Tenofovir als Standard-HIV-Präventionsmaßnahme für Personen mit hohem HIV-Risiko. PrEP ist mittlerweile in vielen Ländern weltweit verfügbar und trägt zur weltweiten HIV-Prävention bei. Die Verringerung der Zahl neuer HIV-Infektionen bei Frauen macht nicht nur deren antiretrovirale Behandlung überflüssig, sondern verringert auch das HIV-Risiko ihrer Neugeborenen.
Karims Forschungsbeiträge über mehr als drei Jahrzehnte haben die globale HIV-Präventionslandschaft geprägt, insbesondere im Bereich der Präventionstechnologien für Frauen. Sie wies nach, dass ARVs sexuell übertragbares HIV verhindern, was den Grundstein für die HIV-Präexpositionsprophylaxe (PrEP) legte. Sie lieferte in Afrika und weltweit Erkenntnisse über die Auswirkungen von Covid-19 auf HIV und bei der Bewertung von Covid-19-Impfstoffen und -Therapeutika.

### Fogarty AIDS
Seit 1998 spielt sie eine zentrale Rolle beim Aufbau der wissenschaftlichen Basis im südlichen Afrika durch das internationale Ausbildungs- und Forschungsprogramm Fogarty AIDS der Columbia University – Southern African, in dessen Rahmen über 600 Wissenschaftler im südlichen Afrika ausgebildet wurden. Das Columbia University – Southern African Fogarty AIDS International Training and Research Programme (CU-SA Fogarty AITRP) konzentrierte sich auf den Aufbau einer soliden wissenschaftlichen Basis und die Steigerung der Kapazität zur Durchführung klinischer RCTs nach höchsten internationalen wissenschaftlichen und ethischen Standards.

### Engagiert für die Ausrottung der Tuberkulose
Sie arbeitete neben ihrer AIDS-Forschung auch an Tuberkulose, die 2007 in Südafrika als nationaler Notfall eingestuft wurde. Mit einem Forscherteam empfahl sie der südafrikanischen Regierung in einem im Lancet Journal veröffentlichten Artikel einen vierstufigen Ansatz zur Bekämpfung von Tuberkulose, Prävention und Behandlung von HIV, der auf politischem Willen, sozialer Mobilisierung, angemessenen personellen und finanziellen Ressourcen und einer nachhaltigen Entwicklung der Gesundheitsdienste basiert. Mit Forschern von Caprisa zeigte sie in einer im New England Journal of Medicine veröffentlichten Studie außerdem, dass die Kombination von Behandlungen gegen HIV und Tuberkulose die Sterblichkeitsrate der mit beiden Krankheiten Infizierten um mehr als die Hälfte senken kann.

## Mitgliedschaften und Anerkennungen
Sie ist gewähltes Mitglied der National Academy of Medicine (USA) und Fellow der World Academy of Science, der Royal Society of South Africa, der Academy of Science of South Africa und der African Academy of Science. Sie ist eine mit A1 bewertete Wissenschaftlerin der South African National Research Foundation.
Die wissenschaftlichen Beiträge von Karim wurden mit mehr als 40 renommierten lokalen und internationalen Preisen gewürdigt. Dazu gehören die höchste Auszeichnung Südafrikas, der Mapungubwe-Orden, der vom südafrikanischen Präsidenten verliehen wird, der TWAS-Lenovo-Preis der World Academy of Sciences (TWAS), der John Dirks Canada Gairdner Award für globale Gesundheit, der Christophe Mérieux-Preis der französischen Akademien der Wissenschaften, die John F.W. Herschel-Medaille der Royal Society of South Africa und der L’Oréal-UNESCO Women in Science Award 2016 für Afrika und die arabischen Staaten. Sie ist eine lebende Legende für die Stadt Durban. Diese Ehre gebührt den Bürgern der Stadt, die einen beispielhaften Beitrag zur Steigerung des Bekanntheitsgrads der Stadt auf nationaler und internationaler Ebene geleistet haben.
Sie wurde von der Academy of Science of South Africa als eine der 50 größten Legenden der südafrikanischen Wissenschaft ausgezeichnet.
2023 wurde sie zum siebten Präsidenten der Weltakademie der Wissenschaften zur Förderung der Wissenschaft in Entwicklungsländern (UNESCO-TWAS) gewählt.

## Auszeichnungen und Ehrungen (Auswahl)
- 2011: Fellow der African Academy of Sciences
- 2011: Distinguished Woman in Science Award des Department of Science and Technology[14]
- 2011: Olusegun Obasanjo Prize[15]
- 2014: TWAS-Preis-Lenovo Science
- 2014: Fellow der Royal Society of South Africa
- 2014: Order of Mapungubwe (Bronze)
- 2016: UNESCO-L’Oréal-Preis
- 2017: Ehrendoktor der Universität Johannesburg
- 2020: Ehrendoktor der Universität Stellenbosch
- 2020: John Dirks Canada Gairdner Global Health Award[16]
- 2021: Bernard Hirschel Preis, Royal Society of South Africa
- 2022: Ehrendoktor der Rhodes University
- 2022: VinFuture Prize[17]
- 2024: International Honorary Member der American Academy of Arts and Sciences
- 2024: Lasker~Bloomberg Public Service Award
- 2025: Mitglied der Royal Society
- 2025: Virchow-Preis für globale Gesundheit

## Veröffentlichungen (Auswahl)
- mit Salim S. Abdool, Cheryl Baxter: The CAPRISA Clinical Trials: HIV Treatment and Prevention. Springer, 2017, ISBN 978-3-319-47517-2.
- mit Salim S. Abdool: HIV/AIDS in South Africa. Cambridge University Press, 2010. doi:10.1017/CBO9781139062404.
- mit Hongchao Pan, Richard Peto, Marissa Alejandria, Ana Maria Henao-Restrepo, César Hernández García, Marie-Paule Kieny, Reza Malekzadeh, Srinivas Murthy, Marie-Pierre Preziosi, Srinath Reddy, Mirta Roses Periago, Vasee Sathiyamoorthy, John-Arne Røttingen, Soumya Swaminathan: Repurposed antiviral drugs for COVID-19 –interim WHO SOLIDARITY trial results. New England Journal of Medicine 384, 6, 2020. doi: 10.1056/NEJMoa2023184.
- mit L. Roberts, J.-A. S. Passmore, K. Mlisana, C. Williamson, F. Little, L. M. Bebell, G. Walzl, M.-R. Abrahams, Z. Woodman, S. S. Abdool Karim: Genital Tract Inflammation During Early HIV-1 Infection Predicts Higher Plasma Viral Load Set Point in Women. Journal of Infectious Diseases. 205(2), 2012, S. 194–203.